# Asarum subglobosum
Asarum subglobosum är en piprankeväxtart som beskrevs av Fumio Maekawa och S. Hatusima & E. Yamahata. Asarum subglobosum ingår i släktet hasselörter, och familjen piprankeväxter. Inga underarter finns listade i Catalogue of Life.